# Mouvement populaire des familles (France)
Le Mouvement populaire des familles (MPF) est, à l'origine, un mouvement d'action catholique né en 1941 de la transformation de la Ligue ouvrière chrétienne. Pendant la guerre, son journal Monde ouvrier multiplie les études sur les budgets, les conditions de travail des femmes, le ravitaillement. Il est parfois censuré mais attire des lecteurs (tirage de 74 000 en 1944). Le Mouvement rassemblerait 140 000 adhérents en 1945. À partir de 1946, les militants du MPF squattent des logements inoccupés pour loger des familles ouvrières. Le MPF crée également de nombreux services pour les familles populaires : aide familiale à domicile, maisons de vacances, coopératives de consommation, etc. En 1946 il crée les Associations familiales ouvrières (AFO) qui siègent dans les Unions départementales d'associations familiales (UDAF) et dans l'UNAF.
La radicalisation des positions du Mouvement populaire des familles à la fin des années 1940 conduit l'épiscopat à lui ôter son mandat d'Action catholique à l'automne 1949 et à créer l'Action catholique ouvrière (ACO) en 1950. Le MPF se transforme alors en Mouvement de libération du peuple (MLP) en 1950. Des tensions internes liées aux orientations du mouvement entraînent une scission l'année suivante qui donne naissance au  Mouvement de libération ouvrière (MLO). Le MLP rassemble environ 5 000 à au milieu des années 1950. Il se fond en 1957 dans l'Union pour la gauche socialiste (UGS), future composante du Parti socialiste unifié (PSU) de 1960. 
Le Mouvement populaire des familles et les mouvements qui en sont les héritiers ont été étudiés par le Groupement pour la recherche sur les Mouvements Familiaux (GRMF). Ce groupement a réuni à partir de 1982 les anciens militants et  militants du MPF,  du MLO, du MLP et des divers avatars nés de ces mouvements. Il publie les 14 Cahiers du GRMF de 300 à 400 pages chacun entre 1983 et 2006.